# Condado de Maków
O Condado de Maków (polaco: powiat makowski) é um powiat (condado) da Polónia, na voivodia da Mazóvia. A sede do condado é a cidade de Maków Mazowiecki. Estende-se por uma área de 1064,56 km², com 46 658 habitantes, segundo o censo de 2005, com uma densidade de 43,83 hab/km².

## Divisões admistrativas
O condado possui:
Comunas urbanas: Maków Mazowiecki
Comunas urbana-rurais: Różan
Comunas rurais: Czerwonka, Karniewo, Krasnosielc, Młynarze, Płoniawy-Bramura, Rzewnie, Sypniewo, Szelków
Cidades: Maków Mazowiecki, Różan

## Demografia
População (dados de 30 de Junho de 2005):
|          | Total   | Total | Mulheres | Mulheres | Homens  | Homens |
| -------- | ------- | ----- | -------- | -------- | ------- | ------ |
|          | pessoas | %     | pessoas  | %        | pessoas | %      |
| Total    | 46 658  | 100   | 23 371   | 50,1     | 23 287  | 49,9   |
| Cidades  | 12 644  | 100   | 6603     | 52,2     | 6041    | 47,8   |
| Povoados | 34 014  | 100   | 16 768   | 49,3     | 17 246  | 50,7   |